# Coelidium bowiei
Coelidium bowiei är en ärtväxtart som beskrevs av George Bentham. Coelidium bowiei ingår i släktet Coelidium, och familjen ärtväxter. Inga underarter finns listade i Catalogue of Life.